# Hippolyte Marie Crouan
Hippolyte-Marie Crouan (ur. 22 listopada 1802 w Breście, zm. 4 czerwca 1871 tamże) – francuski farmaceuta, botanik i mykolog.

## Życie i praca zawodowa
W 1829 r. ukończył École Supérieure de Pharmacy i rozpoczął pracę w Paryżu jako farmaceuta w aptece brata Pierre Louisa Crouana. Zajmował się botaniką, mykologią i fykologią. Został członkiem Towarzystwa Botanicznego Francji i Narodowego Towarzystwa Nauk Przyrodniczych i Matematycznych w Cherbourgu.
Wraz ze swoim bratem jest autorem wielu publikacji naukowych. Bracia Crouan zawsze podpisywali swoje publikacje razem, więc nie można odróżnić pracy Pierre’a od pracy Hipolita. Niemniej jednak każdy z dwóch braci jest uważany za odrębny autorytet taksonomiczny i każdy ma swój własny skrót w botanice.
W nazwach naukowych utworzonych przez braci Crouan taksonów dodawany jest skrót ich nazwisk (P. Crouan & H. Crouan).